# Кіша Коул
Кіша Маїша Коул (англ. Keyshia Myesha Cole; нар. 15 жовтня 1981, Окленд, Каліфорнія, США) — американська R&B-співачка, авторка пісень та підприємиця. У 2005 випустила свій дебютний студійний альбом «The Way It Is». Чотириразова номінантка Греммі.

## Біографія
Кіша Коул народилася 15 жовтня 1981 року в Окленді, штат Каліфорнія, і є біологічною дочкою Франсін "Френкі" Лонс і тренера з боксу Вергілія Гантера. Батьки вперше познайомились у 2016 році після тесту на батьківство підтвердили їх зв’язок. Її прийняли у дворічному віці друзі родини Леон та Івон Коул, змінила прізвище на Коул. 
У 12 років Коул була представлена у музичну індустрію разом із братом Шоном (також відомим як Nutt-So), де вона познайомилася та записала з MC Hammer. Пізніше вона подружилася з Тупаком Шакур, який пообіцяв допомогти їй розпочати співочу кар'єру. У 16 років Коул стала учасницею Центру розвитку молоді в Іст-Окленді (EOYDC), місцевої молодіжної організації. Коул переїхала до Лос-Анджелеса у 18 років, щоб продовжити музичну кар’єру. За цей час співпрацювала з артистами з її рідного Бей-району, серед яких D'Wayne Wiggings of Tony Toni Tone та Messy Marv. У 2002 році вона була представлена на A&M Records A&R Ron Fair.

## Особисте життя
У травні 2009 року Коул почала зустрічатися з колишнім гравцем НБА Даніелем Гібсоном. Вони були заручені 1 січня 2010 року. 2 березня 2010 року народила сина Даніела Хірама Гібсона-молодшого (DJ). Одружилася 21 травня 2011. У квітні 2017 року Коул оголосила, що розлучається. 3 травня 2019 року Коул оголосила через Instagram, що вагітна від свого партнера Ніко Гале. Народила сина 1 серпня 2019 року.
У травні 2016 року познайомилася зі своїм біологічним батьком, Вергілієм Гантером, який є тренером з боксу.

## Дискографія
- The Way It Is (2005)
- Just Like You (2007)
- A Different Me (2008)
- Calling All Hearts (2010)
- Woman to Woman (2012)
- Point of No Return (2014)
- 11:11 Reset (2017)

## Тури
Головні
- A Different Me Tour (2009)
- Woman to Woman Tour (2013)
- Point of No Return Tour (2014)
- 11:11 Reset Tour (2018)

У якості підтримки
- Sweatsuit Tour (для Nelly) (2005)
- Touch the Sky Tour (для Kanye West) (2005)
- Double Up Tour (для R. Kelly) (2007)
- I Am Music Tour (для Lil Wayne) (2008)
- Love Letter Tour (для R. Kelly) (2011)

## Нагороди та номінації
| Рік  | Нагорода                   | Категорія                         | Реципієнт               | Результат |
| ---- | -------------------------- | --------------------------------- | ----------------------- | --------- |
| 2005 | Vibe Award                 | Next Award                        | (Tied with Young Jeezy) | Перемога  |
| 2005 | Vibe Award                 | R&B Voice of the Year             | N/A                     | Номінація |
| 2005 | Vibe Award                 | Vibe Vixen                        | N/A                     | Номінація |
| 2005 | NAACP Image Awards         | Best New Artist                   | N/A                     | Номінація |
| 2006 | BET Awards                 | Best Female R&B Artist            | N/A                     | Номінація |
| 2006 | BET Awards                 | Viewer's Choice                   | N/A                     | Номінація |
| 2006 | Soul Train Awards          | 'Best Female R&B/Soul Single      | N/A                     | Номінація |
| 2006 | Soul Train Awards          | Best Female R&B/Soul Album        | N/A                     | Номінація |
| 2006 | American Music Awards      | Favorite Female Artist            | N/A                     | Номінація |
| 2007 | Soul Train Music Awards    | Best Female R&B/Soul Single       | N/A                     | Номінація |
| 2007 | Urban Music Awards         | Best Collaboration 2007           | N/A                     | Номінація |
| 2007 | BET Awards                 | Best Collaboration                | N/A                     | Номінація |
| 2007 | ASCAP                      | R&B/Hip Hop Song                  | «Love»                  | Перемога  |
| 2008 | BMI Urban Award            | Award Winning Songs               | «Let It Go»             | Перемога  |
| 2008 | Grammy Awards              | Best Rap/Sung Collaboration       | «Let It Go»             | Номінація |
| 2008 | Grammy Awards              | Best Contemporary R&B Album       | Just Like You           | Номінація |
| 2008 | BET Awards                 | Best Female R&B Artist            | Н/Д                     | Номінація |
| 2008 | BET Awards                 | Best Collaboration                | «Let It Go»             | Номінація |
| 2008 | BET Awards                 | Viewer's Choice Award             | Н/Д                     | Номінація |
| 2008 | Early Entertainment Awards | Video of The Week                 | Heaven Sent             | Перемога  |
| 2009 | Grammy Awards              | Best R&B Song                     | Heaven Sent             | Номінація |
| 2009 | Grammy Awards              | Best Female R&B Vocal Performance | Heaven Sent             | Номінація |
| 2009 | BET Awards                 | Best Female R&B Artist            | Н/Д                     | Номінація |
| 2009 | American Music Award       | Favorite Female R&B/Soul Artist   | Н/Д                     | Номінація |
| 2009 | Soul Train Music Award     | Best Collaboration                | Trust feat. Monica      | Номінація |
| 2011 | Mp3 Music Awards           | The JSB Award                     | Take Me Away            | Перемога  |
| 2012 | Soul Train Music Award     | Best R&B/Soul Female Artist       | Н/Д                     | Номінація |